# Агустін Дельгадо
Агустін Хав'єр Дельгадо Чала (ісп. Agustín Javier Delgado Chalá, нар. 23 грудня 1974, Імбабура, Еквадор) — еквадорський футболіст, що грав на позиції нападника.
Виступав за низку еквадорських і мексиканських клубів, а також англійський «Саутгемптон» і національну збірну Еквадору.
Володар Кубка чемпіонів КОНКАКАФ. Володар Кубка Лібертадорес.

## Клубна кар'єра
У дорослому футболі дебютував 1991 року виступами за команду клубу ЕСПОЛІ, в якій провів один сезон, взявши участь у 12 матчах чемпіонату.
Згодом з 1993 по 2001 рік грав у складі команд клубів «Барселона» (Гуаякіль), «Депортіво Ель Насьйональ», «Барселона» (Гуаякіль), «Крус Асуль» та «Некакса». Протягом цих років виборов титул володаря Кубка чемпіонів КОНКАКАФ.
Своєю грою за останню команду привернув увагу представників тренерського штабу клубу «Саутгемптон», до складу якого приєднався 2001 року. Відіграв за клуб з Саутгемптона наступні три сезони своєї ігрової кар'єри.
Протягом 2004—2009 років захищав кольори клубів «Аукас», «УНАМ Пумас», «Барселона» (Гуаякіль), «ЛДУ Кіто» та «Емелек».
2010 року став гравцем «Валле дель Чота» з третього за силою еквадорського дивізіону, відіграв за нього 7 матчів, після чого того ж року завершив ігрову кар'єру.

## Виступи за збірну
1994 року дебютував в офіційних матчах у складі національної збірної Еквадору. Наразі провів у формі головної команди країни 71 матч, забивши 31 гол.
У складі збірної був учасником розіграшу Кубка Америки 1997 року у Болівії, розіграшу Кубка Америки 1999 року у Парагваї, розіграшу Кубка Америки 2001 року у Колумбії, чемпіонату світу 2002 року в Японії і Південній Кореї, розіграшу Кубка Америки 2004 року у Перу, чемпіонату світу 2006 року у Німеччині.

## Статистика клубних виступів
| Сезон                                | Команда                              | Чемпіонат                            | Чемпіонат | Чемпіонат | Усього | Усього |
| Сезон                                | Команда                              | Campionato                           | Ігор      | Голів     | Ігор   | Голів  |
| ------------------------------------ | ------------------------------------ | ------------------------------------ | --------- | --------- | ------ | ------ |
| 1991                                 | ЕСПОЛІ                               | ПКБ                                  | ?         | ?         | ?      | ?      |
| 1992                                 | ЕСПОЛІ                               | ПКБ                                  | ?         | ?         | ?      | ?      |
| Усього за «ЕСПОЛІ»                   | Усього за «ЕСПОЛІ»                   | Усього за «ЕСПОЛІ»                   | 12        | 4         | 12     | 4      |
| 1993                                 | «Барселона»                          | ПКА                                  | ?         | 13        | ?      | 13     |
| 1994                                 | «Барселона»                          | ПКА                                  | ?         | 12        | ?      | 12     |
| Усього за «Барселону»                | Усього за «Барселону»                | Усього за «Барселону»                | ?         | 25        | ?      | 25     |
| 1995                                 | «Депортіво Ель Насьйональ»           | ПКА                                  | ?         | 11        | ?      | 11     |
| 1996                                 | «Депортіво Ель Насьйональ»           | ПКА                                  | 30        | 18        | 30     | 18     |
| Усього за «Депортіво Ель Насьйональ» | Усього за «Депортіво Ель Насьйональ» | Усього за «Депортіво Ель Насьйональ» | 30+       | 29        | 30+    | 29     |
| 1997                                 | «Барселона»                          | ПКА                                  | 25        | 12        | 25     | 12     |
| січ.-лип. 1998                       | «Барселона»                          | ПКА                                  | 9         | 3         | 9      | 3      |
| Усього за «Барселону»                | Усього за «Барселону»                | Усього за «Барселону»                | 34        | 15        | 34     | 15     |
| 1998-січ. 1999                       | «Крус Асуль»                         | ПДМ                                  | 8         | 2         | 8      | 2      |
| січ.-черв. 1999                      | «Некакса»                            | ПДМ                                  | 13        | 4         | 13     | 4      |
| 1999–00                              | «Некакса»                            | ПДМ                                  | 29        | 22        | 29     | 22     |
| 2000–01                              | «Некакса»                            | ПДМ                                  | 32        | 7         | 32     | 7      |
| лип.-лист. 2001                      | «Некакса»                            | ПДМ                                  | 9         | 2         | 9      | 2      |
| Усього за «Некаксу»                  | Усього за «Некаксу»                  | Усього за «Некаксу»                  | 83        | 42        | 83     | 42     |
| лист. 2001–02                        | «Саутгемптон»                        | ПЛ                                   | 1         | 0         | 1      | 0      |
| 2002–03                              | «Саутгемптон»                        | ПЛ                                   | 6         | 1         | 6      | 1      |
| 2003-бер. 2004                       | «Саутгемптон»                        | ПЛ                                   | 4         | 0         | 4      | 0      |
| Усього за «Саутгемптон»              | Усього за «Саутгемптон»              | Усього за «Саутгемптон»              | 11        | 1         | 11     | 1      |
| бер.-серп. 2004                      | «Аукас»                              | ПКА                                  | 13        | 7         | 13     | 7      |
| 2004-лют. 2005                       | «УНАМ Пумас»                         | ПДМ                                  | 7         | 1         | 7      | 1      |
| 2005                                 | «Барселона»                          | ПКА                                  | 37        | 10        | 37     | 10     |
| 2006                                 | «ЛДУ Кіто»                           | ПКА                                  | 31        | 12        | 31     | 12     |
| 2007                                 | «ЛДУ Кіто»                           | ПКА                                  | 20        | 6         | 20     | 6      |
| 2008                                 | «ЛДУ Кіто»                           | ПКА                                  | 19        | 6         | 19     | 6      |
| Усього за «ЛДУ Кіто»                 | Усього за «ЛДУ Кіто»                 | Усього за «ЛДУ Кіто»                 | 70        | 24        | 70     | 24     |
| 2009                                 | «Емелек»                             | ПКА                                  | 8         | 0         | 8      | 0      |
| 2010                                 | «Валле дель Чота»                    | СК                                   | 7         | 0         | 7      | 0      |
| Усього за кар'єру                    | Усього за кар'єру                    | Усього за кар'єру                    | 308+      | 158       | 308+   | 158    |

## Досягнення
- Володар Кубка чемпіонів КОНКАКАФ:

«Некакса»: 1999
- Володар Кубка Лібертадорес:

«ЛДУ Кіто»: 2008